# Wei Huacun
Wei Huacun 魏華存 (252-334), nombre de cortesía Xian'an (1), y títulos divinos Original del Vacío Púrpura (2) y Dama del Monte Sur (3), fue una asceta taoísta de la dinastía Jin considerada por la Escuela Shangqing o Pureza Suprema (4) como matriarca fundadora por ser la primera en reclamar la transmisión por parte de los inmortales de los textos que conformarían el canon de la escuela. Su culto popular continuó alrededor del monte Yangluo (5) en Henan, su principal lugar de actividad, donde se la conoce como la anciana con dos inmortales (6). Su cumpleaños divino es el 3 del tercer mes lunar.
(1) 賢安 (2) 紫虛元君 (3) 南岳魏夫人 (4) 上清 (5) 陽洛 (6) 二仙奶奶

## Biografía
Originaria de Rencheng (1), actual Jining (2) en Shandong, era hija de un ministro del estado, Wei Shu (3). Comenzó a leer el Jing Dao y el Zhuangzi a una edad muy temprana y a practicar sus técnicas. Sus padres insistieron en que se casara y lo hizo a los 24 años con Liu Wen (4), nombre de cortesía Youyan (5) a quien siguió en su puesto en Xiuwu (6) cerca del monte Yangluo en Henan. Continuó recopilando textos taoístas. Cuando sus dos hijos, Liu Pu (7) y Liu Xia (8) se hicieron adultos, reanudó su vida como asceta taoísta, probablemente en la casa familiar, aunque la tradición cuenta que vivía como ermitaña en el monte Yangluo. La escuela Zhengyi afirma que también fue oficiante de libaciones (9) en el movimiento del Camino de las cinco medidas de arroz o Maestros Celestiales, lo que es muy posible dado el éxito de este movimiento en la época.
En 288, afirmó haber recibido la visita de los inmortales Wang Bao (10), poeta y taoísta de la dinastía Han y Jinglin Zhenren (11), personalidad oscura, ambos con fama de haber sido ermitaños en el monte Yangluo. Estos le habrían confiado los textos que servirían de base para el canon de la escuela Shangqing: 31 folletos que incluyen el Canon Genuino de la Gran Caverna (12) de Wang Bao y el Libro Esotérico de la Corte Amarilla (13) de Jinglin Zhenren. También habría recibido el Método para controlar el principio vital y mantener a raya a los espíritus peligrosos (14) de un patriarca de la secta del Camino de las cinco medidas de arroz.
Alrededor del 318, justo después de la muerte de su esposo, Henan fue amenazada por la rebelión que acompañó a un ataque de los Xiongnu. Los anales locales cuentan que ella se embarcó con sus hijos hacia el sur. Detuvieron su camino cuando el prefecto de Yizhou pidió al hijo menor que dirigiera un ejército para resistir a los rebeldes. Poco después, a la caída de la dinastía Jin Oriental, los hijos se unieron a la corte de Jin Occidental cerca de Nankín. Se dice que Wei Huacun se fue a las montañas Heng, todavía llamadas la Montaña Sagrada del Sur (Hunan), para seguir su vida de ermitaña, de ahí su título de Dama de la Montaña del Sur. Murió allí a la edad de 80 años. Según la tradición taoísta, se convirtió en inmortal. La roca desde la que se dice que se elevó sigue siendo visible en las montañas Heng.
(1) 任城 (2) 濟寧 (3) 魏舒 (4) 劉文 (5) 幼顏 (6) 修武 (7) 劉璞 (8) 劉瑕 (9) 祭酒 (10) 王褒 ( 11) 景林.真人 (12) 大洞真經 (13) 黃庭內景經 (14) 治精制鬼法

## Matriarca de Shangqing
Los textos que Wei Huacun afirmó recibir de los antiguos taoístas del monte Yangluo, que -según ciertas biografías-, dejó a sus hijos, reaparecieron treinta años después de su muerte en el monte Leiping (1) donde Xu Mi (2), un noble y ex oficial del ejército de resistencia rebelde como Liu Xia y Ge Hong, había abierto un lugar de adoración y adivinación. Su principal médium, Yang Xi (3), afirmó en 364 que la Dama del Monte del Sur se le habría aparecido para dictarlos. La escuela de Yang Xi y Xu Mi, basada tanto en textos como en las prácticas de alquimia y gimnasia, tendría gran éxito, particularmente entre los aristócratas. Tao Hongjing, retirado en las montañas Mao (4) de las que forma parte el monte Leiping, se unirá a ella y volverá a refundir el canon. Nombrado en honor a él Escuela del Monte Mao, constituirá la secta taoísta principal bajo la dinastía Tang antes de unirse a la Zhengyi entre los siglos XIV y XV. Teniendo en cuenta las muchas reelaboraciones sufridas por el canon Shangqing, es difícil saber cuál fue la contribución de Wei Huacun a su escritura. Se consideraba que las escrituras Shangqing poseían una alta calidad literaria que las anteriores escrituras taoístas no tenían, y sus vívidas imágenes esotéricas inspiraron a poetas y pintores.
(1) 雷平山 (2) 許謐 (3) 楊羲 (4) 茅山